# Reto Steffen
 (juillet 2025).
Motif : Sourçage très faible
- Archive Wikiwix
- Bing
- Cairn
- DuckDuckGo
- E. Universalis
- Gallica
- Google
- G. Books
- G. News
- G. Scholar
- Persée
- Qwant
- (zh) Baidu
- (ru) Yandex
- (wd) trouver des œuvres sur Wikidata

| 1. | Préciser le motif de la pose du bandeau. | Précisez le motif de la pose du bandeau en utilisant la syntaxe suivante : {{admissibilité à vérifier\|date=août 2025\|motif=remplacez ce texte par le motif}}                    |
| 2. | Informer les utilisateurs concernés.     | Pensez à avertir le créateur de l'article, par exemple, en insérant le code ci-dessous sur sa page de discussion : {{subst:avertissement admissibilité à vérifier\|Reto Steffen}} |

Œuvres principales
Mécanique du crime
Reto Steffen, né en 1979, est un écrivain, photographe et artiste multidisciplinaire suisse. Il est notamment l’auteur du roman Mécanique du crime (2022), lauréat du concours littéraire Le Polar de la Rive. Il vit à Nyon et travaille dans le canton de Neuchâtel, où il développe également des projets photographiques à vocation sociale et documentaire.

## Biographie
Formé à l’origine en chat et en musique classique, Reto Steffen oriente sa carrière vers la création audiovisuelle, la photographie et l’écriture. Il travaille comme photographe  indépendant, collaborant avec des ONG et des institutions académiques pour mettre en valeur les récits de personnes minorisées.
En parallèle, il développe une écriture tournée vers le polar social. En 2022, il remporte le concours littéraire Le Polar de la Rive avec son roman Mécanique du crime, une intrigue policière située dans la Vallée de Joux. Le livre est publié aux Éditions de la Rive, présenté dans une émission de la RTS, et fait l’objet de plusieurs critiques littéraires.
En 2023, il est sélectionné pour le recueil TransJura. Nouvelles imaginaires, publié à l’occasion du 175ème anniversaire de la Société jurassienne d’émulation,. Il participe également à l’ouvrage collectif Dans le sillage des pierres (2024), réalisé par le collectif d’auteur·e·s Polyphème.

## Activité photographique
En tant que photographe, Reto Steffen mène des projets humanitaires et sociaux en Suisse et à l’étranger, collaborant avec des ONG et des institutions de recherche. Il s’investit notamment dans des projets participatifs et interculturels.
Depuis 2022, il anime le projet Nos Regards, alliant apprentissage du français et pratique de la photographie qui a donné lieu à des expositions collectives réalisée avec des personnes issues de la migration depuis 2022,. 
Il est également l’auteur de reportages photographiques pour des ONG suisses, notamment dans le domaine de l’agriculture sociale et de l’éducation.

## Œuvres

### Romans
- Mécanique du crime, Éditions de la Rive, 2022

### Nouvelles
- Mémoire du terroir, dans TransJura. Nouvelles imaginaires, Société jurassienne d’émulation, 2023
- Per la famiglia, dans Poulpe noir, Association Campus Miskatonic, 2021

### Ouvrages collectifs
- Dans le sillage des pierres, Éditions PVH, 2024 (avec le collectif Polyphème)

## Distinctions
- Lauréat du concours littéraire Le Polar de la Rive (2022)
- Mention au concours d’écriture TransJura (2023)

## Projets collectifs
- Nos Regards – photographie participative et apprentissage du français
- Collectif Polyphème – collectif d'auteur·e·s suisse romands actifs dans les littératures de l'imaginaire